# Duitse Marshalleilanden
De Duitse Marshalleilanden maakten gedurende korte tijd deel uit van Duits-Nieuw-Guinea.

## Geschiedenis
Van de geschiedenis van de Marshalleilanden is weinig bekend. De eerste Europeaan die de eilanden bezocht heeft is de Spaanse ontdekkingsreiziger Alonso de Salazar in 1526. Spanje was echter niet in de eilanden geïnteresseerd. Pas twee eeuwen later worden de eilanden opnieuw genoemd, ditmaal door de Engelsman John Marshall in 1788, naar wie de eilanden zijn vernoemd.
In 1885 vestigt een Duitse handelsonderneming zich op de eilanden, waarop in 1906 Duitsland de eilanden voegt bij zijn kolonie Duits-Nieuw-Guinea. 
Tijdens de Eerste Wereldoorlog worden de eilanden veroverd door Japan.
1885-1919: Bismarckarchipel · Keizer Wilhelmsland · Marshalleilanden · 
1885-1899: Bougainville · Buka · 
1899-1919: Carolinen · Marianen · Nauru · Palau